# Aud Egede-Nissen
Aud Egede-Nissen, o Aud Richter (Bergen, 30 maggio 1893 – Oslo, 15 novembre 1974), è stata un'attrice, produttrice cinematografica e regista teatrale norvegese.

## Biografia
Figlia dell'uomo politico norvegese Adam Egede-Nissen, Aud nacque a Bergen il 30 maggio 1893. A vent'anni fece il suo debutto cinematografico apparendo in un paio di film danesi, ma la sua carriera si svolse soprattutto in Germania.
Furono attrici anche le sue sorelle Gerd, Ada, Gøril e Lill, e attori i fratelli Stig e Oscar.

## Filmografia
- Det store derbyløb
- Das Wiegenlied, regia di Max Mack (1916)
- Il fantasma dell'Opera (Das Phantom der Oper), regia di Ernst Matray (1916)
- Ich heirate meine Puppe, regia di Georg Alexander (1917)
- Die Geburt der Venus, regia di Georg Alexander (1917)
- Sumurun, regia di Ernst Lubitsch (1920)
- Anna Bolena (Anna Boleyn), regia di Ernst Lubitsch (1920)
- Il dottor Mabuse (Dr. Mabuse, der Spieler), regia di Fritz Lang (1922)
- Fantasma (Phantom), regia di Friedrich Wilhelm Murnau (1922)
- La strada (Die Straße), regia di Karl Grune (1923)
- Bergenstoget plyndret inatt, regia di Uwe Jens Krafft (1928)
- Trysil-Knut